# 館山自動車道
館山自動車道（日语：／ Tateyama jidōshadō */?），日本高速公路（高速自動車國道），自千葉縣千葉市中央區京葉道路至富津市富津竹岡交流道。略稱為館山道（日语：／ Tateyamadō */?）。雖名為館山自動車道，但本道路與其連接的富津館山道路皆未進入館山市境內。高速公路路線編號與京葉道路、富津館山道路共編為「E14」。

## 概要
於北側與京葉道路、南側與富津館山道路連接，為連結東京都至千葉縣南房總市的自動車專用道路。木更津JCT有東京灣AQUA-LINE連絡道分岐，可至神奈川縣。在2007年3月21日與圈央道連接。
日本國內沒有與其他高速自動車國道（含預定路線區間等）直接連接的路線只有沖繩縣的沖繩自動車道與館山道。
國土開發幹線自動車道建設法法定路線名稱為東關東自動車道館山線，高速自動車國道路線指定政令指定路線名稱為東關東自動車道千葉富津線。

## 交流道
在此，京葉道路－木更津南JCT－富津竹岡IC是為本線，木更津南JCT－木更津南IC是為木更津南支線。
- 交流道（IC）編號欄的背景色為■顯示該部分道路已經啟用。
- 智能交流道（SIC）以背景色■顯示。
- 巴士站（BS），○/●為使用中，◆為停用中設施。無標示者為未設置巴士站。
- IC為交流道的簡寫，JCT為公路分岔點（日语：ジャンクション (道路)）的簡寫，SA為服務區的簡寫，PA為停車區（日语：パーキングエリア）的簡寫。
- IC編號、距離標與京葉道路篠崎IC（日语：篠崎インターチェンジ）起計算。

### 本線
- 全線都位於千葉縣內。

| E14 京葉道路 船橋 篠崎 小松川 東京方向 |                |  |  |                                                   |      |   |                                                                     |               |
| -                                      | （千葉南JCT）  |  |  |                                                   | 35.7 |   | 一般國道16號京葉道路與東關東自動車道千葉富津線的邊界 不與一般道接續 | 千葉市 中央區 |
| 13                                     | 市原IC         |  |  | 國道297號（市原繞道）                             | 43.7 |   |                                                                     | 市原市        |
| -                                      | 市原SA         |  |  | -                                                 | 48.1 |   |                                                                     | 市原市        |
| 14                                     | 姉崎袖浦IC     |  |  | 千葉縣道24號千葉鴨川線                            | 53.7 |   |                                                                     | 市原市        |
| 15                                     | 木更津北IC     |  |  | 國道409號（房總橫斷道路）                         | 60.7 |   |                                                                     | 木更津市      |
| 16                                     | 木更津JCT      |  |  | CA 東京灣跨海公路聯絡道 C4 首都圈中央聯絡自動車道 | 62.5 |   | 圈央道的JCT編號為「110」                                            | 木更津市      |
| 17                                     | 木更津南JCT    |  |  | 木更津南、富津岬方向（E14木更津南支線）           | 66.4 |   |                                                                     | 木更津市      |
| -                                      | 木更津羽鳥野BS |  |  | -                                                 |      | ○ |                                                                     | 木更津市      |
| 18                                     | 君津IC         |  |  | 千葉縣道92號君津鴨川線                            | 70.4 |   |                                                                     | 君津市        |
| 18-1                                   | 君津PA/SIC     |  |  |                                                   | 74.7 |   | SIC為6－22時                                                        | 君津市        |
| 19                                     | 富津中央IC     |  |  | 國道127號                                         | 79.6 |   |                                                                     | 富津市        |
| -                                      | 富津淺間山BS   |  |  | -                                                 |      | ○ | 2019年10月1日啟用                                                   | 富津市        |
| 20                                     | 富津竹岡IC     |  |  | 千葉縣道91號竹岡Inter線                           | 87.1 |   |                                                                     | 富津市        |
| E14 富津館山道路 館山方向              |                |  |  |                                                   |      |   |                                                                     |               |

- 京葉道路於市原IC起8.0公里接續。
- IC編號、距離標由京葉道路起連續。

### 木更津南支線
- 全線位於千葉縣木更津市內。

| IC編號 | 中文設施名     | 日文設施名 | 英文設施名 | 接續路線名               | 起點起計 （公里） |
| ------ | -------------- | ---------- | ---------- | ------------------------ | ----------------- |
| 17     | 木更津南JCT    |            |            | E14本線                  | 0.0               |
| -      | 木更津南收費站 |            |            |                          |                   |
| 17-1   | 木更津南IC     |            |            | 國道127號                | 2.0               |
| 17-1   | 終點           |            | /          | 國道16號（東京灣岸道路） | 4.3               |

- 距離標，木更津南JCT的起點設為「支0.3」。

## 歷史
- 1995年4月26日 : 千葉市中央區濱野町（京葉道路）-姉崎袖浦IC間通車。
- 1995年7月18日 : 姉崎袖浦IC-木更津南IC間通車。
- 1996年3月28日 : 木更津JCT通車，並與東京灣AQUA-LINE連絡道連接。
- 2003年4月29日 : 木更津南JCT-君津IC間通車。
- 2005年3月19日 : 富津中央IC-富津竹岡IC間通車。
- 2007年3月21日 : 木更津JCT與圈央道連接。
- 2007年7月4日 : 君津IC-富津中央IC間通車，經過24年全線通車。
- 2009年3月29日 : 君津停车区 SMART IC使用開始（千葉縣最初的SMART IC）

## 路線狀況

### 車道數、最高速度
| 區間                   | 車道數 上下線=上行線+下行線 | 最高速度 |
| ---------------------- | --------------------------- | -------- |
| 蘇我IC-君津IC          | 4=2+2                       | 100km/h  |
| 君津IC-富津竹岡IC      | 2=1+1                       | 70km/h   |
| 木更津南JCT-木更津南IC | 4=2+2                       | 80km/h   |

### 道路管理者
- 東日本高速道路
  - 關東支社市原管理事務所 : 蘇我IC-木更津北IC

（市原管理事務所管理區間以外，千葉東金道路全線、京葉道路穴川西IC-蘇我IC）
  - 關東支社東京灣AQUA-LINE管理事務所 : 木更津北IC-富津竹岡IC、木更津南JCT-木更津南IC

（東京灣AQUA-LINE管理事務所管理區間以外，東京灣AQUA-LINE全線、圈央自動車道木更津東IC-木更津JCT、富津館山道路富浦IC-富津竹岡IC）

### 交通量
平日24小時交通量（平成17年度道路交通服務）
- 千葉市、千葉縣境-市原IC : 38,437
- 市原IC-姉崎袖浦IC : 27,057
- 姉崎袖浦IC-木更津北IC : 21,335
- 木更津北IC-木更津JCT : 19,524
- 木更津JCT-木更津南JCT : 16,656
- 木更津南JCT-木更津南IC : 10,921
- 木更津南IC-終點 : 4,942
- 木更津南JCT-君津IC : 5,903
- 富津中央IC-富津竹岡IC : 4,240

總交通量（2007年度，取自NEXCO東日本 會社案內2008年度資料統計集）
- 1日平均 : 66,127輛

費用收入（2007年度）
- 1日平均 : 36,123,000日圓

## 地理

### 通過自治體
- 千葉縣
  - 千葉市中央區 - 市原市 - 袖浦市 - 木更津市 - 袖浦市 - 木更津市 - 君津市 - 富津市

### 連接高速公路
連接高速道路為一般國道自動車專用道路，沒有與其他高速自動車國道連接。
- 京葉道路（於千葉市中央區濱野町之本線直通）
- 東京灣AQUA-LINE連絡道/圈央道（於木更津JCT連接）
- 富津館山道路（於富津竹岡IC直通）

## 相關項目
- 高速自動車國道
- 關東地方道路一覽

## 外部連結
- NEXCO東日本 （页面存档备份，存于）